# Ariosofia
Ariosofia e armanismo e são nomes de sistemas ideológicos de natureza esotérica, criados respectivamente por Guido von List e Jörg Lanz von Liebenfels na Áustria, entre 1890 e 1930. List também usou o termo wotanismo, enquanto Lanz utilizou os nomes teozoologia e ariocristianismo. Os dois autores inspiraram numerosos outros (incluindo  Peryt Shou, Rudolf John Gorsleben, Rudolf von Sebottendorff, Friedrich Bernhard Marby e A. Frank Glahn) e uma variedade de organizações na Alemanha e Áustria daquela época.
Este artigo segue a visão do historiador Goodrick-Clarke em sumariar tais desenvolvimentos sob o termo Ariosofia (embora este uso mais amplo seja retrospectivo e não esteja mais em uso corrente entre os próprios esotéricos). Eram parte de um revival ocultista generalizado que ocorreu na Áustria e Alemanha em fins do século XIX e início do século XX, fracamente inspirado pelo paganismo alemão histórico e por conceitos tradicionais de ocultismo, e relacionado ao romantismo alemão. A conexão deste misticismo germânico com a cultura histórica germânica, embora tênue, é evidente na fascinação dos místicos pelas runas, sob a forma das runas Armanen de List.

## Outros armanistas proeminentes
- Philipp Stauff
- Friedrich Wannieck
- Karl Spiesberger
- Karl Hans Welz
- Friedrich Oskar Wannieck